# Ламекис
«Ламекис, или Необыкновенные путешествия одного египтянина к центру Земли, с открытием острова сильфид» (фр. Lamékis ou les voyages extraordinaires d'un Egyptien dans la Terre intérieure. Avec la découverte de l'île des Sylphides. Enrichis de notes curieuses) — роман шевалье де Муи, принадлежащий к жанру фантастических путешествий.

## Содержание
Действие романа происходит в далёком прошлом, при царице Семирамиде. Персонажи из Древнего Египта попадают в несколько фантастических стран, испытывая при этом приключения, напоминающие о «Правдивой истории» Лукиана. Усложнённое повествование включает в себя несколько сюжетных линий.
Начинается роман с приключений отца героя, которого тоже зовут Ламекис, египетского верховного жреца. 
Затем излагаются пересекающиеся истории двух изгнанников в подземный мир из соседних королевств Абдаллес и Амфиклеокл, принцессы Насилдаи и принца Мотакоа, которые становятся друзьями Ламекиса-младшего. 
Изгнанники возвращаются на родину вместе с Ламекисом, заключают брак и объединяют свои королевства. 
На новом месте Ламекис совершает преступление из-за ревности, и его изгоняют. Он странствует по свету, в том числе совершает небесное путешествие на Остров Сильфид, и в конце романа возвращается в Абдаллес-Амфиклеокл.
Приблизительно в середине романа вставлен довольно длинный эпизод, в котором к автору являются его персонажи и жалуются на различные неточности. Вслед за ними является философ Дехахал с острова Сильфид, который настаивает, чтобы Муи прошёл ритуал очищения. Муи отказывается и просыпается в своей кровати, сжимая в руках таинственную рукопись, не поддающуюся расшифровке. Наконец через полгода перо автора само по себе начинает переводить её — рукопись и есть окончание романа.

## Издания
Первое издание выходило в восьми томах с 1735 по 1738 год; первые четыре тома в Париже (1735-1737), остальные, в связи с запретом на романы, в Гааге (1738). Переиздан в двух томах в серии «Воображаемые путешествия» (1788, тома 20 и 21). В 1736 переведён на голландский язык (Lamekis buytengewoone reize).

## Позднейшие отклики
Фламмарион упоминает роман среди других произведений на тему полой земли.
Советский исследователь М. В. Разумовская: «Эта книга представляет собою нагромождение невероятнейших событий, и её трудно отнести к разряду утопий; это даже не пародия на утопический роман, потому что, описывая самые нелепые приключения и самые диковинные фантастические страны, автор сохраняет полную серьёзность тона и как будто бы сам верит в реальность своих вымыслов»
По мнению Михаила Назаренко, «путешествие к центру Земли в романе Шарля де Муи «Ламекис» (1735–36) есть не что иное, как понятные для посвященных описания мистерий и Великого Деяния, сиречь производства золота»

## Интересный факт
Королевства Абдаллес и Амфиклеокл упоминается в знаменитом графическом романе Алана Мура «Лига выдающихся джентльменов» (The New Traveller's Almanac: Chapter Four).